# Regno di Vestfalia
Il Regno di Vestfalia fu uno Stato storico esistito dal 1807 al 1813 nell'area dell'attuale Germania. Benché formalmente indipendente, era de facto uno Stato vassallo della Francia governata da Napoleone Bonaparte, il quale pose a capo di questo nuovo regno da lui fondato il fratello Girolamo Bonaparte. Lo Stato prese il nome dalla Vestfalia benché questa regione fosse solo una piccola parte del suo territorio, costituito per la maggior parte dal territorio precedentemente noto come Ostfalia.

## Storia

Il territorio del Regno di Vestfalia, verde, confrontato con quello della successiva
Provincia di Vestfalia (1815-1946): rosso
e l'attuale Land Renania Settentrionale-Vestfalia (1946-): grigio scuro

Il Regno di Vestfalia venne creato nel 1807 unendo i territori ceduti dal Regno di Prussia nella Pace di Tilsit assieme al Ducato di Magdeburgo ed all'Elettorato di Hannover, oltre che al Ducati di Brunswick-Lüneburg ed all'Elettorato d'Assia-Kassel. La capitale del nuovo regno fu Kassel, ed il re tenne corte al palazzo di Wilhelmshöhe, definito anche Napoleonshöhe. Lo stato era membro della Confederazione del Reno.

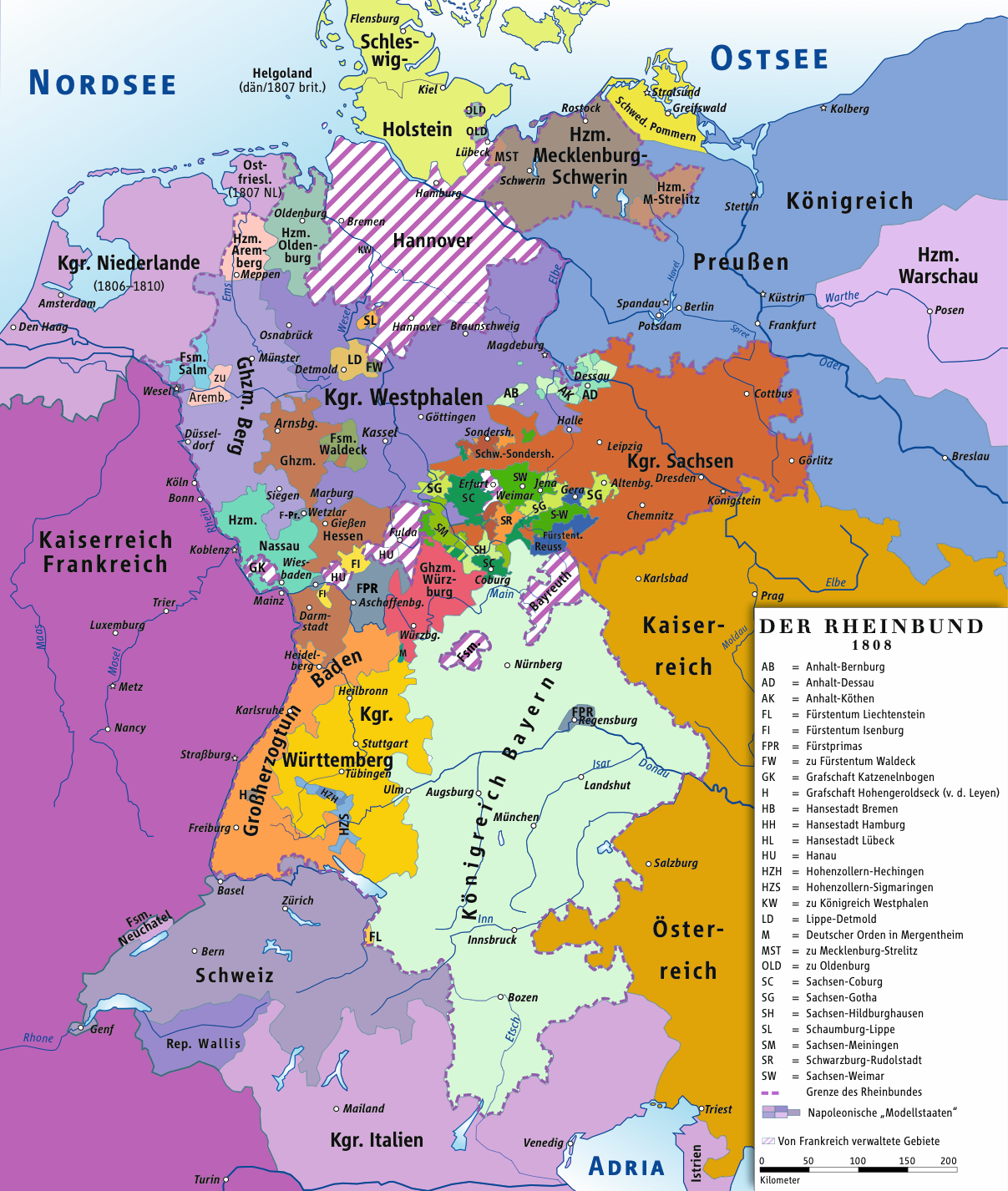
La Germania nel 1808

Inteso come "stato modello" dei vassalli napoleonici, venne costituito sulla base di una costituzione scritta e da un numero di riforme sociali che favorirono l'accrescimento del regno, come l'abolizione della schiavitù, il diritto di libera impresa e il Codice napoleonico. Venne introdotto anche il sistema metrico-decimale per pesi e misure, sostituendo l'antiquato metodo tradizionale, oltre al supporto da parte del governo di una certa censura sulla libertà di espressione.
Il regno ebbe un ruolo fondamentale come regione-supporto per il sostentamento finanziario ed in truppe delle guerre napoleoniche: un gran numero di soldati della Vestfalia, infatti, perirono durante la campagna di Russia di Napoleone nel 1812 e si distinsero nella Battaglia di Borodino.
A questa sconfitta, però, seguì la decadenza dello stato e nel settembre del 1813 già i cosacchi russi circondarono Kassel e i francesi vennero costretti a ritirarsi dal regno. Dal 1º ottobre le truppe russe presero possesso definitivamente dell'intero Regno di Vestfalia, ma dopo soli tre giorni Girolamo Bonaparte fece ritorno con altre truppe francesi per tentare di riprendere possesso della città di Kassel. L'Elettore d'Assia-Lassel arrivò poco dopo e i cosacchi vennero nuovamente costretti ad assediare la città. Dopo che i francesi ebbero perso la Battaglia di Lipsia il 19 ottobre 1813, i russi dissolsero il Regno di Vestfalia e restaurarono lo status quo antecedente al 1807 (anche se i piccoli principati di Kaunitz-Rietberg e Stolberg-Wernigerode non vennero ricreati).

## Organizzazione territoriale
Il Regno di Vestfalia fu diviso in dipartimenti sul modello francese, i dipartimenti in distretti, questi in cantoni e ancora in comuni. Un'eccezione fu, a partire dal 1812, il distretto di Bielefeld, in cui ogni cantone aveva un solo comune.
In ogni dipartimento c'erano un prefetto (Préfet) e un segretario generale della prefettura, un consiglio di prefettura (Conseil de préfecture) per le questioni controverse e un General-Départementsrat. Il distretto (arrondissement) era amministrato da un sottoprefetto (Sous-Préfet). Ogni distretto aveva una sottoprefettura o un consiglio distrettuale. Il termine "distretto" era poco utilizzato in Vestfalia. Ogni comune era composto da un sindaco (Maire) e da un consiglio (Conseil Municipal). Di norma, queste unità amministrative non coincidevano con le ex province, contee e distretti giudiziari. Per sottolineare la rottura con il passato, ad esempio, i dipartimenti hanno preso il nome di fiumi o montagne. Si trattava ovviamente anche di uno smembramento dei precedenti distretti amministrativi e dei tribunali patrimoniali. Nel 1807 il regno era composto da otto dipartimenti, nel 1810 furono aggiunti i dipartimenti dell'Aller (capitale Hannover), dell'estuario dell'Elba e del Weser (capitale Stade) e del Basso Elba (capitale Luneburgo).
Le dimensioni dei consigli dei dipartimenti e dei comuni sono diverse. Mentre nei dipartimenti dell'Elba, Fulda, Oker, Werra e Weser la prefettura doveva essere composta da 24 membri, nei dipartimenti dell'Harz, della Leine e della Saale ne erano previsti tre e nei dipartimenti generali 16 membri. I consigli dovevano essere rinnovati ogni due anni. Oltre all'ordine amministrativo, esisteva ancora un'università dipartimentale ogni 200-1000 abitanti. I suoi membri erano nominati dal Re e costituivano un sesto del fisco più alto, un sesto dei mercanti più ricchi e un sesto degli studiosi e degli artisti. Questi dipartimenti dovevano eleggere i magistrati e nominare i membri dei consigli comunali. In effetti, questi quorum, in cui erano rappresentati molti esponenti delle vecchie élite, furono ignorati dal governo dopo il 1808. In seguito il re nominò i magistrati e i consiglieri comunali con un decreto.
Nel gennaio 1810 il Ducato di Brunswick-Lüneburg, ad eccezione del Ducato di Sassonia-Lauenburg, divenne parte integrante della Vestfalia. Il 13 dicembre dello stesso anno dovette cedere all'Impero francese la maggior parte dei dipartimenti del Weser, tra cui la capitale Osnabrück, che comprendeva anche ampie parti della Germania nord-occidentale, incorporata in modo da rafforzare il blocco continentale contro la Gran Bretagna. Lo scioglimento dei dipartimenti degli estuari dell'Elba e del Weser e del Basso Elba avvenne ufficialmente il 1º gennaio 1811; le parti rimanenti del regno furono aggiunte ai dipartimenti di Aller e Fulda.

## Stemma
Lo stemma ufficiale dello stato rifletteva esattamente l'unione di quelli incorporati. Il primo quarto riportava il cavallo d'argento per la Vestfalia, il secondo il leone dell'Assia oltre alle contee di Diez, Ziegenhain, Nidda e Katzenelnbogenen, il terzo venne disegnato ex novo per indicare dei territori non specificati attorno al Magdeburgo e il quarto combinava gli stemmi di Brunswick, Diepholz, Lüneburgo e Lauterburgo. Attorno allo scudo si trovava il collare dell'Ordine della Corona di Vestfalia e la ‘Grand Aigle’ francese, sulla quale si trovava la stella napoleonica. Tipico dell'araldica napoleonica erano i due scettri incrociati.